# Takuya Suzumura
Takuya Suzumura (鈴村 拓也, Suzumura Takuya) est un footballeur japonais né le 13 septembre 1978. Il évoluait au poste de milieu de terrain.

## Équipe nationale
- Équipe du Japon de futsal
  - Participation à la Coupe du monde de futsal : 2004[1]